# Monte Lovello
Le Monte Lovello en italien ou Großer Löffler en allemand est un sommet des Alpes, à 3 378 ou 3 379 m, dans les Alpes de Zillertal, entre l'Autriche (Tyrol) et l'Italie (province autonome de Bolzano).